# Aeroportul Stavanger
Aeroportul Stavanger (IATA: SVG, ICAO: ENZV) este un aeroport din Comuna Sola, Rogaland, Norvegia ce deservește zona Comuna Stavanger. Aeroportul a fost tranzitat în 2022 de 3.576.772 de pasageri. A fost deschis în 29 mai 1937 și numit după zona deservită.
Situat la o altitudine de 9 m, aeroportul dispune de 2 piste.

## Infrastructură

### Piste
Aeroportul dispune de 2 piste. Pista 11/29 are suprafața de asfalt și dimensiunile 2.449 m × 45 m. Pista 18/36 are suprafața de asfalt și dimensiunile 2.706 m × 60 m. 